# Doreen Steinert

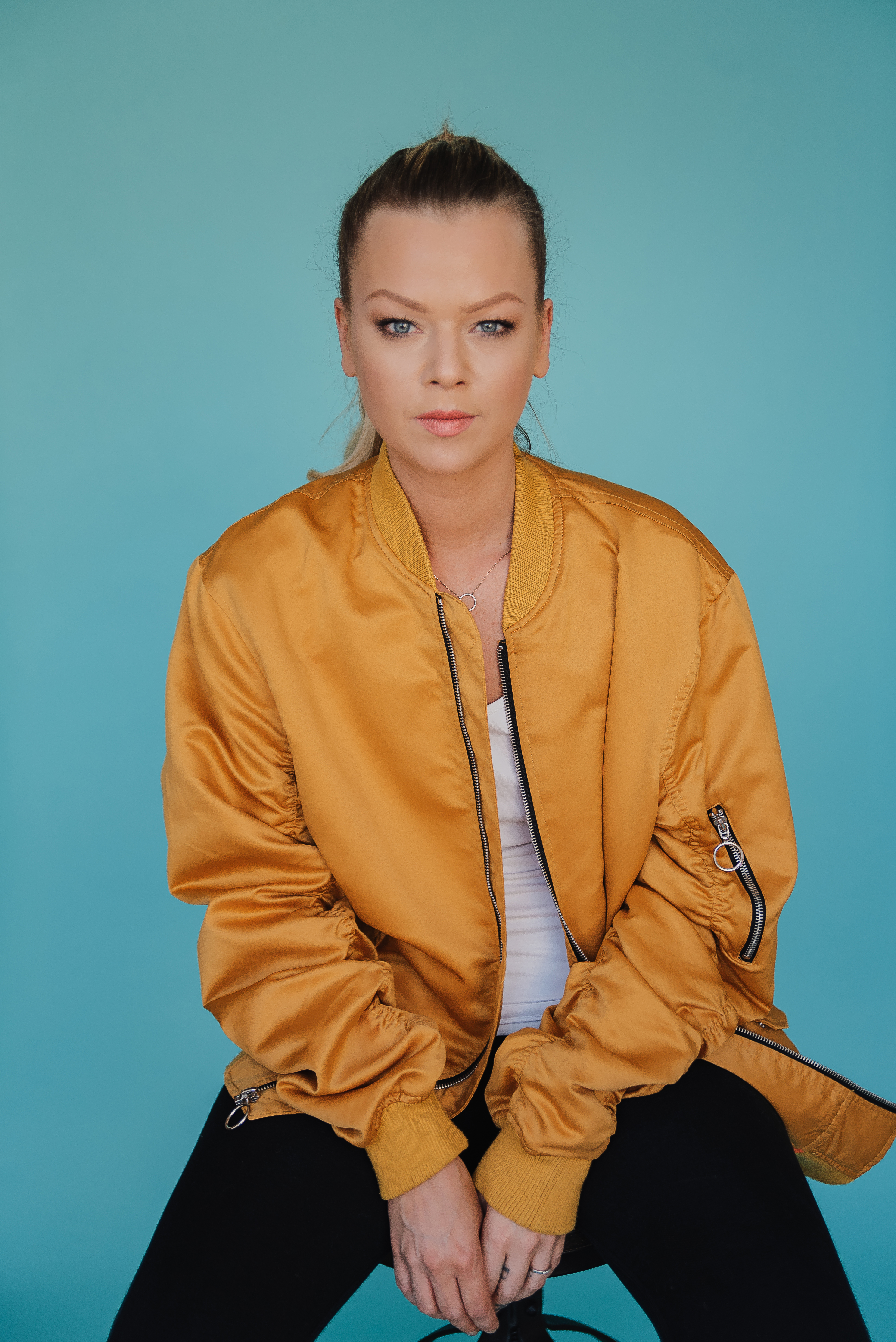
Doreen Steinert (2021)

Doreen Steinert (* 4. November 1986 in Potsdam) ist eine deutsche Sängerin, Schauspielerin und Podcasterin.

## Leben und Karriere
Doreen Steinerts Karrierebeginn ist eng verknüpft mit der Castingshow Popstars des deutschen Fernsehsenders ProSieben. Erstmals nahm sie 2003 an der dritten Staffel der Show teil, kam aber nur unter die ersten 50. Sehr viel erfolgreicher verlief ihre Teilnahme an der vierten Staffel, die zwischen August und Dezember 2004 ausgestrahlt wurde. Sie erreichte das Finale der Show und setzte sich dort mit ihren Mitkandidaten Markus Grimm, Patrick Boinet und Kristina Dörfer in einer Telefonabstimmung gegen ihre Mitbewerber durch. Aus dem Quartett entstand die Pop-Band Nu Pagadi. Die erste Single der Band Sweetest Poison erreichte Weihnachten 2004 Platz 1 der deutschen Charts und im Januar 2005 stieg auch das Debütalbum Your Dark Side auf Platz eins der Charts. Wegen musikalischer Differenzen mit den restlichen Bandmitgliedern verließ sie im Mai 2005 die Band.
Steinert startete eine Solokarriere. Zusammen mit den Songschreibern Steve van Velvet und Celina Bostic entstand die Debütsingle Der Brief (den ich nie schrieb), mit der sie im September 2005 die deutschen Charts erreichte. Die Single Ich bin meine eigene Frau wurde am 27. Oktober 2006 veröffentlicht, der Text zu diesem Titel wurde von ihrem damaligen Lebensgefährten Sido geschrieben, mit dem sie von 2005 bis 2012 liiert war. Auf dem am 30. Mai 2008 erschienenen Long-Player Ich und meine Maske von Sido hatte sie mit dem Song Nein! einen Gastbeitrag.
Auf dem Album Fler von Fler ist Steinert auf der zweiten Singleauskopplung Ich sing nicht mehr für dich zu hören. Geschrieben wurde der Song von Ex-No Angels Sängerin Vanessa Petruo.
2011 trat Steinert mit ihrer Single Wie konntest du nur? beim Bundesvision Song Contest für Brandenburg an und erreichte Platz 13. Zuvor veröffentlichte sie ihr erstes eigenes Studioalbum.
Ende 2011 war sie eine der Gesang-Coaches in der österreichischen Fernsehsendung Blockstars – Sido macht Band, in welcher aus jungen Erwachsenen eine Rap-Band werden sollte, die von ihrem damaligen Verlobten Sido moderiert wurde.
2014 erschien ihre Single Zehntausend kleine Pflaster.
Als Songwriterin hat Steinert unter anderem Songs für Jürgen Drews geschrieben.
Nach längerer Pause veröffentlichte sie 2019 als Reen die Single Missing You. 2020 veröffentlichte sie mit dem Rapper Finch das Lied Ich will einen Mann, welches auf dessen Album Finchi’s Love Tape enthalten ist. 2020 ist Rapper Finch auf ihrer veröffentlichten Single Bow Out zu hören.
Nachdem sie bereits im Jahr 1999 im ARD-Film Schande durch Zufall erste Gehversuche als Schauspielerin in einer Nebenrolle machen durfte und 2011 im Kinofilm Blutzbrüdaz des Regisseurs Özgür Yıldırım in einer kleinen Rolle auf der großen Leinwand debütierte und ihrer schauspielerischen Erfahrung aus zahlreichen Drehs für Musikvideos machte Doreen Steinert 2021 eine Weiterbildung zur Schauspielerin im Actors Space Berlin und wurde in der Meisner-Technik geschult. Vertreten wird Steinert von der Schauspielagentur Mulholland Talent Management mit Sitz in Hamburg. 2024 drehte sie für die ORF- und Netflix-True-Crime-Doku The Austrian Case, unter der Regie von Kirsten Brandt, über das Leben des Serienkillers Jack Unterweger und übernahm die Rolle, der von Unterweger getöteten Prostituierten, Regina Prehm.
2021 moderierte Steinert die erste Staffel ihres eigenen Interview-Podcasts Natürlich Kohlensäure, der es bis auf Platz 10 der Podcastcharts bei Spotify schaffte. Im Januar 2022 startete die zweite Staffel des Podcasts. Ende 2022 war Steinert Teilnehmerin der 10. Staffel von Promi Big Brother, in der sie den achten Platz belegte. Im selben Jahr 2022 nahm sie bei Take Me Out: Girls, Girls, Girls  teil, welche im Frühjahr 2023 ausgestrahlt wurde.

## Diskografie
Studioalben

| Jahr | Titel Musiklabel                          | Höchstplatzierung, Gesamtwochen, AuszeichnungChartplatzierungen (Jahr, Titel, Musiklabel, Platzierungen, Wochen, Auszeichnungen, Anmerkungen) | Höchstplatzierung, Gesamtwochen, AuszeichnungChartplatzierungen (Jahr, Titel, Musiklabel, Platzierungen, Wochen, Auszeichnungen, Anmerkungen) | Höchstplatzierung, Gesamtwochen, AuszeichnungChartplatzierungen (Jahr, Titel, Musiklabel, Platzierungen, Wochen, Auszeichnungen, Anmerkungen) | Anmerkungen                             |
| Jahr | Titel Musiklabel                          | DE | AT | CH | Anmerkungen                             |
| ---- | ----------------------------------------- | --- | --- | --- | --------------------------------------- |
| 2011 | Vorsicht zerbrechlich Urban Records (UMG) | DE62 (1 Wo.)DE | — | — | Erstveröffentlichung: 2. September 2011 |

## Filmografie (Auswahl)
- 1998 Schande (TV-Film), Regie: Claudia Prietzel & Peter Henning, ARD
- 2011 Blutzbrüdaz (Kinofilm), Regie: Özgür Yıldırım
- 2024 The Austrian Case (True-Crime-Doku-Serie), Regie: Kirsten Brandt, Netflix, ORF